# Almagest
Almagest (àrab: الكتاب المجسطي, al-kitāb al-majisṭī, ‘El més gran llibre’) és el nom llatinitzat d'un tractat d'astronomia escrit en el segle ii per Claudi Ptolemeu d'Alexandria, província romana d'Egipte. Conté el catàleg estel·lar més complet de l'antiguitat, que va ser utilitzat àmpliament pels àrabs i els europeus fins a l'alta edat mitjana i en el qual es descriu un sistema geocèntric i el moviment aparent de les estrelles i els planetes.
Ptolemeu va establir una inscripció pública a Canop, Egipte, el 147 o 148. N. T. Hamilton va descobrir que la versió dels models de Ptolemeu establida a la inscripció canòpica era anterior a la versió de l'Almagest. D'aquí que l'Almagest no es podria haver completat abans del 150 aproximadament, un quart de segle després que Ptolemeu comencés a observar.

## Descripció de l'obra

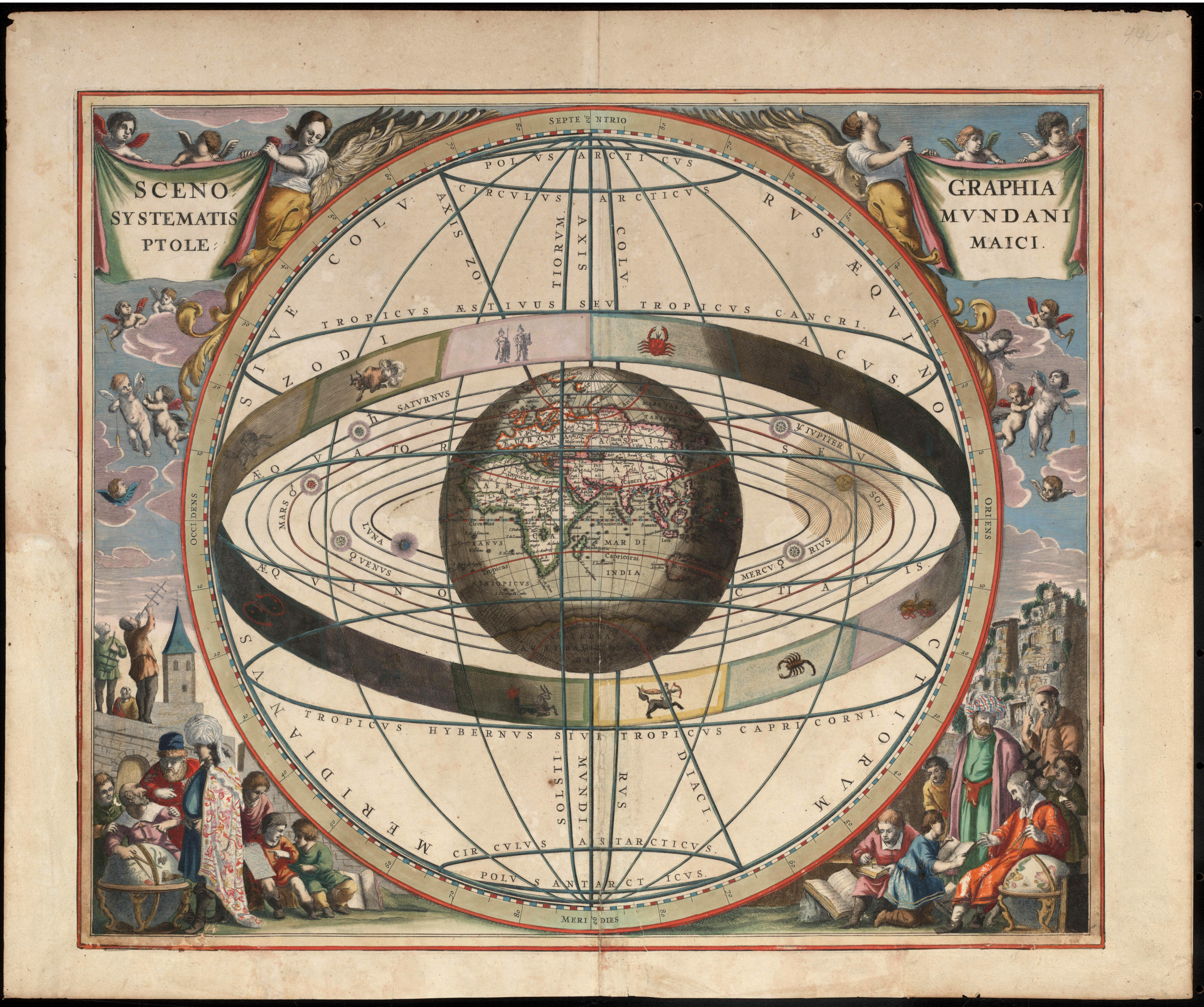
Representació gràfica de la cosmovisió de Ptolemeu (1660)

Ptolemeu va basar el seu treball en el catàleg estel·lar realitzat anteriorment per Hiparc de Nicea. Atés que el catàleg estel·lar d'Hiparc s'ha perdut és impossible saber fins a quin punt ambdós catàlegs eren semblants. En l'Almagest Ptolemeu va presentar la descripció de les 48 constel·lacions clàssiques i va crear un refinat sistema per a explicar els moviments aparents dels planetes en un sistema geocèntric en què el Sol, la Lluna i els planetes giraven al voltant de la Terra en cercles anomenats epicicles. L'Almagest consta de 13 volums.
1. El primer llibre exposa el sistema geocèntric.
2. El segon llibre discuteix la periodicitat dels equinoccis i la longitud de l'any.
3. El tercer llibre discuteix els solsticis i equinoccis.
4. En el quart llibre s'exposen estudis de la Lluna definint el mes sinòdic.
5. En el quint llibre es tracta sobre la correcció de paral·laxi de les posicions del Sol i la Lluna.
6. En el sisè llibre s'exposa una mesura del diàmetre aparent del Sol i la Lluna mostrant un mètode de predicció de eclipsis.
7-8. En els setè i octau llibres es mostren com les posicions relatives entre les estreles són fixes. L'octau llibre constituïx un catàleg de les estreles australs conegudes per ell.
9-13. Finalment en els últims cinc llibres es mostra el mètode de Ptolemeu per a calcular les posicions i trajectòries dels planetes exposant en detall el sistema d'epicicles.

## Idees principals
Ptolemeu formava part de l'escola aristotèlica i per això, va ubicar la terra al centre de l'univers. Ptolemeu hereta d'Aristòtil la divisió de l'espai entre un món sublunar (la Terra) i un de supralunar (tota la resta). En este món supralunar també es considerava la presència dels déus. En el món supralunar només existeix el moviment circular uniforme. Defensava que les estrelles estan enganxades a una gran cúpula que ho envolta tot. No obstant, el sol actua de forma independent tapant les estrelles, creant uns cicles exactes que delimiten una circumferència perfecta.
Ptolemeu utilitza la lògica per afirmar també la forma esfèrica del pla terrestre. Si la terra fos còncava, el sol sortiria sempre primer a l'oest i si fos plana, el sol sortiria al mateix temps a l'est i a l'oest. Per això, només és possible que la terra sigui rodona. Mitjançant els sistemes ptolomeics, aconsegueix crear un calendari de gran precisió, ja que calcula quina és la posició del sol en cada moment.

## Rellevància històrica
El llibre original de Ptolemeu estava escrit en grec i es titulava Ἡ Μεγάλη Σύνταξις (Hè Megalè Syntaxis; ‘La gran composició’). Les primeres traduccions d'esta obra a l'àrab van ser realitzades al voltant del segle ix patrocinades pel califa Al-Mamun. Els àrabs li van donar el nom Al-Majisti (‘El més gran’), i d'ací va derivar el nom final amb què seria conegut més tard. En esta època l'obra estava pràcticament oblidada en Europa excepte per vagues referències en diverses obres astrològiques.
L'Occident va descobrir esta obra a través de les versions àrabs. Prompte es va escriure una versió en llatí amb el mecenatge de l'Emperador Frederic II del Sacre Imperi Romanogermànic. Una traducció al llatí de l'original àrab va ser realitzada per Gerard de Cremona en 1175 basant-se en un text trobat en Toledo. Esta traducció va introduir definitivament l'Almagest en la tradició científica europea. Atés que Europa va conèixer este treball a través dels àrabs molts dels noms clàssics de les estrelles provenen dels noms àrabs registrats en esta obra si bé amb nombroses alteracions.
Les teories astronòmiques contingudes en este tractat, van influir en el pensament astronòmic i científic fins ben entrat el segle xvi amb l'arribada del sistema heliocèntric i la revolució científica.

## Edicions
- 1515. Almagestum Cl. Ptolomei: Pheludensis Alexandrini Astronomorum principis: opus ingens ac nobile onmes celorum motus continents. Ptolemeu, Claudi, Liechtenstein, Peter, actiu 1497-1528, impressor. Localització: Bib ETSAB